# Karlsby
Karlsby är ett samhälle och en herrgård beläget vid sjön Salstern i norra delen i Kristbergs socken, Motala kommun, Östergötlands län. 

## Historia
Första gången Karlsby omnämns är i en handling daterad 18 maj 1386 då Ramborg Eriksdotter pantsatte sin egendom Kalfsbygd till Skänninge nunnekloster (S:ta Ingrids Kloster). År 1411 testamenterade hon sina båda i Karlsby belägna gårdar till klostret eftersom hon var alltför fattig att lösa ut dem. Därmed blev S:ta Ingrids Kloster ägare till Karlsby. Efter reformationen förvandlades Karlsby till ett militieboställe.
Den i privat regi uppförda banan Mjölby - Motala - Hallsberg invigdes 1873 och förstatligades 1879. När järnvägen elektrifierades 1933 genomgick Karlsby station (108,2 m över havet) en fullständig renovering. Senhösten 2000 stod efter tre års byggnation den nya dubbelspåriga järnvägen öster om samhället klar. Då kunde den gamla krokiga enkelspåriga bandelen Stenstorp - Karlsby - Degerön, som medgav en genomsnittshastighet på högst 70 km/tim, stängas för gott. 
Samhället hade 1936 ca 225 invånare. Till följd av befolkningsminskning räknas Karlsby inte längre som tätort. Det är numera en småort. Tidigare fanns här järnvägsstation, post- och telestation, skola, träindustri, plantskola, handel och festplats.

### Karlsby kronopark
Till Karlsby egendom hörde från 1682 Karlströms bruk och stora skogsområden i denna del av Tylöskogen. Idag är Karlsby herrgård och de tidigare torpen privatägda, medan skogsmarken innehas av Sveaskog. Staten (Domänverket) förvärvade år 1900 Karlsby med Karlströms bruk av dödsboet efter vice häradshövdingen Walfrid Enblom. Samma år bildades Karlsby kronopark som idag rymmer två domänreservat, Lustigkulle och Fågelmossen. Dessutom finns domänreservatet Killingön, som utgörs av ön med samma namn i Lilla Salstern, strax utanför Karlsby samhälle.  
Vid utgången av år 1900 utgjordes Karlsby kronopark, som tillhörde Ombergs revir, av Karlsby mm (3.507 hektar) samt Vassholma och Lilla Boda (934 ha), dvs sammanlagt 4.441 ha (allt i Kristbergs socken). Sedan utökades arealen i snabb takt. 1901 införlivades Rösjöskogen (436 ha) i Godegårds socken och året därpå Nordsjöskogen (470 ha) i Kristbergs socken. 1903 tillkom Åå, Västermåsa och Skallebol (alla i Tjällmo socken) med sammanlagt 978 ha. Vid utgången av 1905 omfattade Karlsby kronopark 6.238 hektar, medan den närbelägna Bona kronopark utgjordes av 1.200 hektar.
Kung Gustaf V deltog ofta i älgjakten på kronoparken. Sista gången var 1947. Kronojägaren och andra anställda vid Karlsby revir organiserade jakten. Extratåget med den kungliga salongsvagnen växlades in på ett sidospår vid Karlsby station. Jakten pågick hela dagen med avbrott för lunch vid Vassholma eller kronojägarbostället Lilla Boda. Vid återkomsten till Karlsby möttes kungen av en stor folksamling med skolbarnen från Karlström och Karlsby uppställda i främsta ledet. I sina finaste helgdagskläder framförde de sånger som de övat på i flera veckor.

### Befolkningsutveckling
| Befolkningsutvecklingen i Karlsby 1950–2015   | Befolkningsutvecklingen i Karlsby 1950–2015 | Befolkningsutvecklingen i Karlsby 1950–2015 | Befolkningsutvecklingen i Karlsby 1950–2015 | Befolkningsutvecklingen i Karlsby 1950–2015 |
| --------------------------------------------- | ------------------------------------------- | ------------------------------------------- | ------------------------------------------- | ------------------------------------------- |
|                                               |                                             |                                             |                                             |                                             |
| År                                            |                                             |                                             | Folkmängd                                   | Areal (ha)                                  |
| 1950                                          | 1950                                        |                                             | 301                                         |                                             |
| 1960                                          | 1960                                        |                                             | 213                                         |                                             |
| 1990                                          | 1990                                        |                                             | 105                                         | 41#                                         |
| 1995                                          | 1995                                        |                                             | 103                                         | 44#                                         |
| 2000                                          | 2000                                        |                                             | 114                                         | 39#                                         |
| 2005                                          | 2005                                        |                                             | 115                                         | 39#                                         |
| 2010                                          | 2010                                        |                                             | 115                                         | 39#                                         |
| 2015                                          | 2015                                        |                                             | 113                                         | 44#                                         |
| Anm.: Upphörde som tätort 1965. # Som småort. |                                             |                                             |                                             |                                             |

## Samhället
Karlsby lägergård (tidigare Karlsby skola) drivs idag av Karlsby Bygdeförening.